# Млини Барбегала
43°42′10″ пн. ш. 4°43′16″ сх. д. / 43.7027° пн. ш. 4.7212° сх. д.
Млини Барбегала — руїни римського водяного млина з 16 жорнами та місце археологічних розкопок на півдні Франції. 
Комплекс побудований в ІІ столітті нашої ери. 

## Географічне розташування
Об’єкт розташований за 2,5 км на південний схід від Фонв'єя, поблизу села Гранд-Барбегаль на південь від французького міста Арль, у департаменті Буш-дю-Рон, на природному схилі Альпію з ухилом приблизно 30%. 
Для роботи млинів використовувався градієнт води, що стікала зі схилу.

## Опис

### Вода
Млин був побудований у ІІ столітті нашої ери і діяв до початку ІІІ століття. 

Вода подавалася до млина через акведук, який також забезпечував водою місто Арль. 
Водопровід, також збережений як руїна, розділявся безпосередньо перед краєм схилу. 
Лінія до Арля повертала під кутом приблизно 90° і прямувала з невеликим ухилом до міста. 
Друга лінія акведука, навпаки, вела через край схилу до млина. 
Після того, як вода пройшла через млин, вона стікала до болота в долині. 

### Млини
Млин складався з 16 окремих млинів, у кожному з яких працювало жорно. 
Вони були розташовані один за одним двома паралельними рядами по вісім на схилі. 
Вода приводила в рух млинові колеса . 
Обертальні рухи передавалися на жорна дерев'яними валами. 
Вони були розташовані між двома зовнішніми рядами млинових коліс. 
Млини є першим відомим прикладом вертикально обертових молотильних машин. 
Інше водяне колесо, встановлене у верхній частині каналу, приводило в дію тросовий тягач, який тягнув мішки з зерном по пандусу до окремих жорен. 
Система була розміщена в будівлі довжиною приблизно 61 м і шириною 20 м. 
Приміщення компанії були оточені стіною, частини якої досі збереглися з боку долини. 

Щоденне виробництво млина оцінюється приблизно в 4,5 тонни борошна, що вважається достатнім для Арля, населення якого тоді становило близько 12 500 осіб. 
Останні дослідження припускають щоденне виробництво до 25 тонн борошна, яке, можливо, використовувалося для виробництва корабельного печива. 
На основі ізотопних досліджень вапняних відкладень також було доведено, що млини припиняли роботу наприкінці літа та восени. 
Це відповідало б сезонному зниженню попиту на доставку. 

## Значення

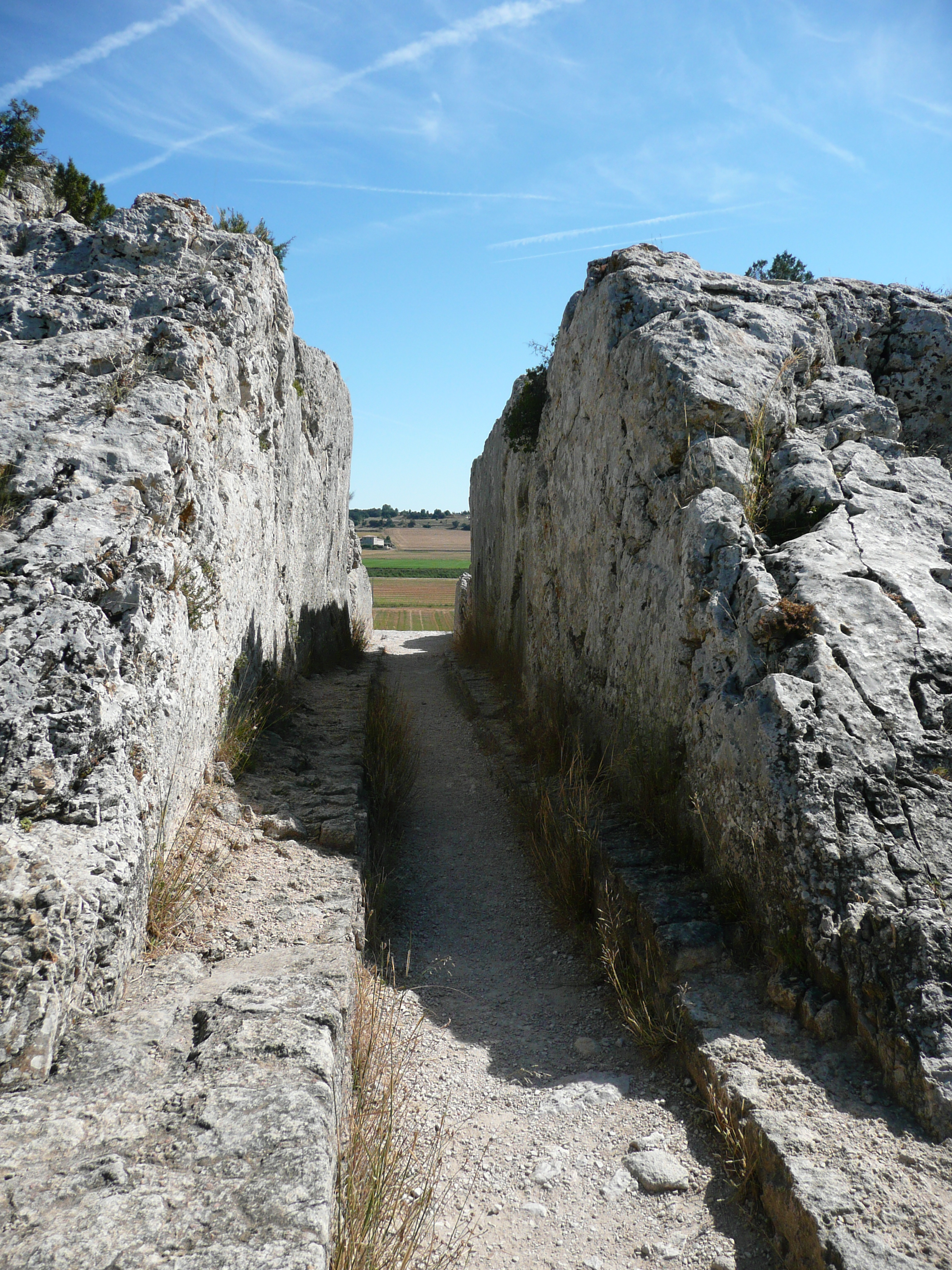
Східна лінія водопроводу біля краю схила до млина Барбегала

Комплекс вважається «найкраще збереженим […] у римському світі» . 

Він був розкопаний в 1937 і 1939 рр . 

Як дуже складний технічний пристрій із давнини, він вважається свідченням занепаду рабовласницької економіки та, як результат, прибуткового використання машин. 

Руїни млина та акведука мають вільний доступ. 
Система була підготовлена як музей на «виставці Департаменту антикваріату Арля» в Арлі.